# ニベア
ニベア（NIVEA）は、ドイツバイヤスドルフ社の化粧品ブランドである。
クリームを主力とするが、ヘアケア製品、リップケア製品なども販売する。
ラテン語で「雪のように白い」を意味するniveus/nivea/niveumに由来する。

## 歴史
1900年、2代目オーナーのオスカー・トロプロヴィッツが、新しい乳化剤「Eucerit」を発明し、それを使ったクリームをEucerinとして売り出した。
1911年12月、新ブランド「ニベア」に移され発売された。

## 国際展開
日本では1968年以来、日本法人バイヤスドルフ・ホールディング・ジャパンと花王との60:40合弁会社ニベア花王が製造販売する。

## 音楽
イギリスのミュージシャン、シンガーソングライター　ポール・マッカートニーは、『The Lyrics: 1956 to the Present』（2021年）の中で、ビートルズの楽曲『エリナー・リグビー』（1966年）の、歌詞「wearing the face that she keeps in a jar by the door」の「face（フェイスクリーム）」とは、彼の母親メアリーが愛用していたニベアのコールドクリームであると明らかにしている。
なお、日本では、発売100周年を迎えた2011年以降、CMソングを使った宣伝を積極的に展開している。また、日本発売50周年を迎えた2018年以外、2013年以降は「まもりたい」をテーマにしたニベアソングを流している。2024年はスケートボード選手の小野寺吟雲（おのでらぎんう）と女優の豊嶋花（とよしまはな）をCMキャラクターに起用、元BiSHのアイナ・ジ・エンドが歌うオリジナルソング「風とくちづけと」を流している。

## CMキャラクター
- 小野寺吟雲（おのでらぎんう） - 2024-2025シーズン
- 豊嶋花（とよしまはな） - 2024-2025シーズン